# José Doménech Estapá
José Doménech y Estapá (Tarragona, 7 de octubre de 1858 – Cabrera de Mar, 5 de septiembre de 1917) fue un arquitecto español, padre del también arquitecto Josep Domènech i Mansana.

## Biografía
Nació en Tarragona en 1858, trasladándose posteriormente a la ciudad condal. Obtuvo el título de arquitectura en 1881, siendo también catedrático de Geodesia (1888) y de Geometría Descriptiva (1895) por la Universidad de Barcelona.
Autor, en Barcelona, de las reformas en la iglesia de San Andrés de Palomar (1881, con Pedro Falqués), la Academia de Ciencias (1883), que en sus bajos alberga el Teatro Poliorama, el Palacio de Justicia (1887-1908, con Enric Sagnier), el Palacio Montaner, actual Delegación del Gobierno en Barcelona (1889-1896, con Lluís Domènech i Montaner), la Facultad de Medicina (1904), la Prisión Modelo (1904, con Salvador Vinyals), el asilo para ciegos Amparo de Santa Lucía, posteriormente Museo de la Ciencia de Barcelona y actual CosmoCaixa (1904-1909), el Observatorio Fabra (1904), el edificio de Catalana de Gas (1895), la iglesia y convento de las Carmelitas (1910-1917, terminado por su hijo Josep Domènech i Mansana), la estación de la Magoria (1912), etc. Dirigió asimismo las obras del Hospital Clínico (1895-1906), sobre un proyecto de Ignasi C. Bartrolí (1881).
Fue miembro de la Real Academia de Ciencias y Artes de Barcelona (1883), que posteriormente presidió (1914).
Con elementos modificados de los estilos clásicos creó un estilo propio, alejado tanto del eclecticismo como del modernismo de su tiempo, pero bien aceptado por los medios oficiales. Falleció en Cabrera de Mar en 1917.

## Obras
Fue también autor de diversas publicaciones, como Tratado de geometría descriptiva o El modernismo arquitectónico (1911).